# 奎罗
奎罗（義大利語：Quero），曾是意大利威尼托大区贝卢诺省的一个市镇。总面积28.25平方公里，人口2536人，人口密度89.8人/平方公里（2009年）。国家统计（ISTAT）代码为025042。
2013年12月28日奎罗和瓦斯两市镇合并为新的奎罗瓦斯市镇。

## 友好城市
- 法國欧扎特
- 法國维克代索